# Chaerephon jobensis
Chaerephon jobensis е вид прилеп от семейство Булдогови прилепи (Molossidae). Видът не е застрашен от изчезване.

## Разпространение и местообитание
Разпространен е в Австралия, Индонезия и Папуа Нова Гвинея.
Обитава гористи местности и пещери в райони с тропически климат, при средна месечна температура около 24,7 градуса.

## Описание
Теглото им е около 20,7 g.
Популацията на вида е стабилна.